# Phalaenopsis pallens
Bản mẫu:Expert

Phalaenopsis pallens is an endemic species of lan from the Philippines.